# Echuca

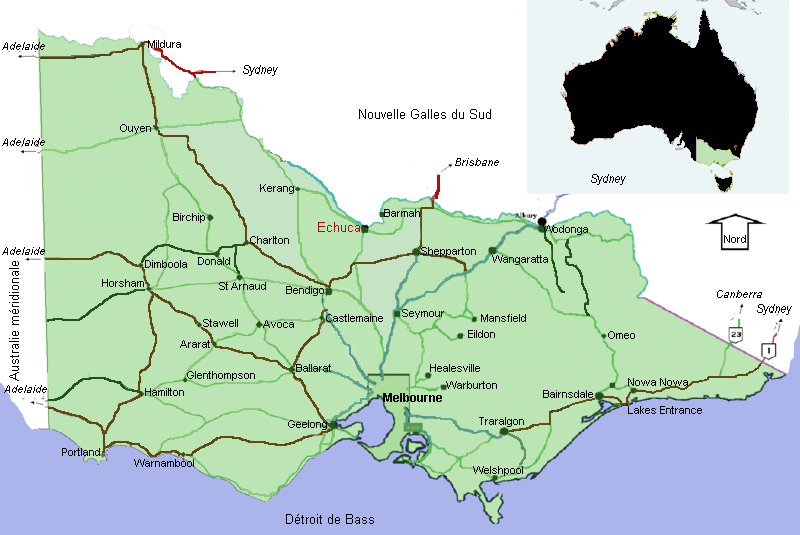
Echuca på kartan.

Echuca är en stad som ligger vid Murrayfloden i Victoria, Australien. På andra sidan floden ligger gränsstaden Moama.
Echuca är administrativt centrum i området och enligt 2011 års folkbokföring hade Echuca en befolkning på 14 190 invånare. 
Echuca är ett aboriginskt namn som betyder 'Där vattnen möts' och indikerar vilken betydelse närliggande floder haft för staden.
Staden grundades 1 januari 1854 efter att Henry Hopwood köpt land och bosatt sig här. Stadens första postkontor öppnades 1854 och 1890 fick staden järnvägsförbindelse. År 1870 hade befolkningen ökat till 15 000 personer till följd av den industriella revolutionen, men har senare sjunkit något. 